# Raúl Prebisch
Raúl Prebisch (1901–1986) est un économiste argentin connu pour sa contribution à l’économie structuraliste, en particulier à la thèse de Singer-Prebisch sur la dégradation des termes de l’échange qui forme la base de la théorie de la dépendance. Il est considéré comme un néomarxiste.

## Débuts
Il est né à Tucumán, en Argentine, d’une famille d’origine allemande. Il étudia à l’université de Buenos Aires, où il enseigna plus tard. À ses débuts, ses écrits ont été marqués par une complète adhésion aux croyances orthodoxes et néoclassiques de l’économie. La croissance spectaculaire qu’a connu l’Argentine des années 1860 aux années 1920 donnait du crédit à cette thèse dans la mesure où le pays exportait une grande quantité de viande de bœuf et de blé vers la première puissance économique mondiale d'alors : le Royaume-Uni. Cependant, dans les années 1930, la Grande Dépression et la montée en puissance des États-Unis, qui exportaient eux-mêmes bœufs et blé au lieu de les acheter, a complètement dévasté l’économie argentine, affectée par ailleurs par la dictature - les années 1930 sont connues en Argentine sous le nom de Décennie infâme, dont le pacte Roca-Runciman garantissant l'exportation de la viande argentine vers le Royaume-Uni en échange d'une ouverture du marché intérieur aux produits britanniques et de la vente des entreprises frigorifiques du pays fut l'un des symboles.

## Centre et périphérie
La situation difficile de l’Argentine força Prebisch à réexaminer le principe de l’avantage comparatif décrit par David Ricardo, marquant ainsi la création d’une nouvelle école économique qui émergera dans les années 1940. Prebisch opéra une distinction entre, d'une part les aspects purement théoriques de l’économie, et d'autre part les pratiques commerciales courantes et les structures de pouvoir, lesquelles sous-tendent les institutions et les accords régulant le commerce international. De là résulte la division du monde entre le "centre" économique : les pays industrialisés comme les États-Unis ; et la périphérie : les pays producteurs de produits primaires. Cette division a toujours cours aujourd’hui. En tant que président de la Banque centrale d’Argentine, il a remarqué que, pendant la Grande Dépression, les prix des produits primaires (comme les produits agricoles) ont baissé beaucoup plus que les prix des produits manufacturés. Cependant ses collègues et lui ont été incapables de trouver les mécanismes exacts de cette différence jusqu’au moment où ils ont remarqué que les industriels pouvaient adapter leur capacité de production pour répondre aux changements prévisibles de la demande, alors que les fermiers plantaient la même quantité, sans prendre en compte le prix attendu.
Cependant ces idées n’ont été théorisées que lorsqu’il fut nommé directeur de la Commission économique pour l'Amérique latine et les Caraïbes (CEPALC) en 1948. En 1950, il publia une étude Le Développement économique de l’Amérique latine et ses principaux problèmes qui expose ce qui est maintenant connu sous le nom de thèse de Singer-Prebisch, une contribution majeure à la pensée économique. L’économiste allemand Hans Singer est, séparément, arrivé à la même conclusion à peu près à la même époque que Prebisch, même si son étude s’appuyait sur une approche plus empirique, fondée sur les chiffres du commerce mondial. La thèse commence par l’observation que dans le système mondial actuel, les périphéries produisent des biens primaires destinés à l’exportation vers le centre. Le centre, lui, produit des biens manufacturés pour les exporter vers la périphérie.
Puis Prebish constate que, la technologie s’améliorant, le centre est capable de retenir les bénéfices faits en maintenant des salaires et des bénéfices élevés par le développement de syndicats et d’institutions commerciales. Dans la périphérie, les entreprises et les travailleurs sont plus faibles et ils doivent transmettre les bénéfices techniques à leurs clients sous la forme de prix plus bas. Prebisch souligne ainsi la dégradation des termes de l'échange entre les pays industrialisés et ceux qui ne le sont pas. Cela veut dire que la périphérie devra exporter plus pour maintenir constant le bénéfice des exportations. Dans ces conditions, tous les profits de la technologie et du commerce international reviennent au centre. Quoique la thèse de 1950 pèche par une documentation discutable, certaines études tiennent le cœur de la théorie pour vrai.
Après cette découverte, la CEPALC devint le centre de l’activisme du Tiers monde au sein des Nations unies, en donnant naissance à l’école latino-américaine. À la CEPALC, Prebisch adhéra étroitement à l’industrialisation par substitution aux importations (ISI), doctrine selon laquelle une nation s’isole relativement du commerce international pour tenter de s’industrialiser en utilisant pour moteur son propre marché intérieur. Au lieu d’importer des produits de l’étranger, on développe une filière qui va les produire sur place. Prebisch quitta la commission lorsque la CEPALC commença à être victime de critiques violentes et que l’ISI manifestait un nombre croissant de dysfonctionnements.

## Secrétaire général de la CNUCED
Entre 1964 et 1969, il fut le premier secrétaire général de la Conférence des Nations unies sur le commerce et le développement (CNUCED). Sélectionné pour sa réputation, il a essayé de faire de la CNUCED un organisme prônant la cause des pays en développement. Son approche du développement se concentra davantage sur le commerce en préconisant l’accès préférentiel au commerce international pour les pays en développement et les intégrations régionales pour arriver à un commerce entre les pays de la périphérie. De plus en plus, il insista sur l’importance pour les pays en développement de mener des réformes internes, plutôt que d’attendre une aide extérieure. Il admit publiquement que l’ISI avait échoué à apporter un véritable développement. Prebisch trouva les années à la CNUCED frustrantes et "stériles", car cette institution devenait de plus en plus bureaucratique et échouait dans ses principaux objectifs. Sa démission soudaine en 1969 révéla son agacement devant les échecs de l’organisation.

## Théorie de la dépendance
Dans les années 1960, les économistes de la CEPALC ont étendu les théories de Prebisch sur le structuralisme dans la théorie de la dépendance pour laquelle le développement économique de la périphérie est pratiquement impossible. Alors que la théorie de la dépendance était à l’opposé de l’objectif initial de Prebisch et de la CEPALC, il continua à critiquer les économistes néoclassiques qui, pour lui, victimisaient les pauvres.

## Sources
- (en) Cet article est partiellement ou en totalité issu de l’article de Wikipédia en anglais intitulé « Raúl Prebisch » (voir la liste des auteurs).